# 足立金太郎
足立 金太郎（あだち きんたろう、1980年8月4日 - ）は、日本の漫画家。鳥取県米子市出身。2018年3月にペンネームをアダチ ケイジから変更した。
大阪総合デザイン専門学校卒業。オノ・ナツメの『Danza』の影響を受けて、漫画家を目指した。
2006年、第20回MANGA OPENに投稿した「Ryu-GU」で優秀賞を受賞。同年、同作が『モーニング・ツー』（講談社）に掲載され、デビュー。2013年には『グラゼニ』で第37回講談社漫画賞一般部門を受賞。

## 作品リスト

### 連載
- アダチケイジ大全集 The DRIFTERS（『モーニング・ツー』2008年2号 - 22号[8]、講談社、全1巻） - アダチケイジ名義
- グラゼニ（原作：森高夕次、『モーニング』2010年2・3合併号[9] - （月イチ[9]）→2011年26号[10] - 2014年39号[11]（週刊）、講談社、全17巻） - 月イチ連載→週刊連載化[10]、アダチケイジ名義[10]
  - グラゼニ 〜東京ドーム編〜（原作：森高夕次、『モーニング』2014年43号[12] - 2018年11号[13]、講談社、全15巻） - アダチケイジ名義[12]
  - グラゼニ 〜パ・リーグ編〜（原作：森高夕次、『モーニング』2018年17号[1] - 2021年38号、講談社、全13巻） - 本作よりペンネームを足立金太郎に変更[1]。
  - グラゼニ 〜大リーグ編〜（原作：森高夕次、『モーニング』2022年2・3合併号[14] - 、講談社、既刊7巻）

### 読み切り
- Ryu-Gu（『モーニング・ツー』[3]） - 第20回MANGA OPEN優秀賞受賞作品[3]、デビュー作[3]。
- ムルヒュム（『モーニング・ツー』Web公開「BESTモーニング・ツー」2009年8月21日[15]）
- 松本・マンガ・人志（『モーニング』2009年40号[16]） - 若手漫画家の読み切り短編シリーズ[16]、第1回登場[16]
- 陸海豚漁師（『モーニング』2010年25号[6]） - MANGA OPENとちばてつや賞出身新人漫画家による読み切り発表不定期シリーズ「もーたま。」第1弾作品[6]
- もちや茂吉（『モーニング』2014年50号[17]） - アダチケイジ名義[17]
- イデア124B51＋（『月刊モーニングtwo』2017年6号[18]） - 読切、「モーツー10周年読み切りシリーズ」第9弾作品[18]、アダチケイジ名義[18]
- 不思議なおばさん（『ビッグコミック』2022年4号[19][20]） - 『ビッグコミック』初登場作品[20]
- 風使い（『月刊ドラゴンエイジ』2023年6月号[21]） - 「読切フェス」作品[21]。

### その他
- 田中将大のエピソードマンガ（プロフェッショナル 仕事の流儀『田中将大スペシャル2021』、2021年12月6日放送[22]、NHK総合） - テレビ番組内で発表[22]

## 出演
- オリエンタルラジオのマンガの日（2009年9月11日放送[23]、「よしもとオンライン」内放送[23]） - 担当編集者とともにゲスト出演[23]